# Robert Rebitsch
Robert Franz Rebitsch (* 1968 in Brixlegg) ist ein österreichischer Historiker. Er ist seit 1998 Lehrbeauftragter am Institut für Geschichtswissenschaften und Europäische Ethnologie an der Universität Innsbruck sowie Autor zahlreicher Publikationen.

## Leben
Rebitsch bestand 1987 die Matura am Bundesoberstufenrealgymnasium in Schwaz. Als Einjährig-Freiwilliger diente er 1987 bis 1988 beim Österreichischen Bundesheer und später, von 1989 bis 1992, als Zeitsoldat. Es folgte ein Studium der Geschichte und Philosophie/Pädagogik/Psychologie an der Universität Innsbruck, das er 1996 mit dem Magister phil. abschließen konnte. Von 1997 bis 1998 absolvierte Rebitsch ein Unterrichtspraktikum in Geschichte und Psychologie/Philosophie, 2000 promovierte er zum Dr. phil. mit der Dissertation zum Thema Tirol, Karl V. und der Fürstenaufstand von 1552.
2002 erhielt Rebitsch den Theodor-Körner-Preis. Er ist wissenschaftliches Mitglied des Herausgeberteams der Innsbrucker Historischen Studien und seit 2005 im projekt.service.büro der Universität Innsbruck tätig. 2008 wurde er mit der venia docendi für Geschichte der Neuzeit habilitiert. Zu seinen Forschungsschwerpunkten gehören vor allem die Konflikt-, Militär-, Kultur- und politische Geschichte des 16. und 17. Jahrhunderts sowie Biographien aus dieser Zeit. Rebitsch ist Autor, Herausgeber und Rezensent zahlreicher Fachveröffentlichungen.

## Veröffentlichungen (Auswahl)

### Autor
- 1525 Michael Gaismair und der Aufstan der Tiroler Bauern. AthesiaTappeiner Verlag, Innsbruck 2024, ISBN 978-88-6839-800-2.
- 1648: Kriegführung und Friedensverhandlungen. Prag und das Ende des Dreißigjährigen Krieges. Mit Jenny Öhman und Jan Kilián, innsbruck university press, Innsbruck 2018, ISBN 978-3-903-18713-9.
- Die Englisch-Niederländischen Seekriege. Böhlau, Wien/Köln/Weimar 2014, ISBN 978-3-205-79470-7.
- Rupert von der Pfalz (1619–1682) – Ein deutscher Fürstensohn im Dienst der Stuarts. StudienVerl., Innsbruck/Wien/Bozen 2012, ISBN 3-7065-4143-2.
- Wallenstein – Biografie eines Machtmenschen. Böhlau, Wien/Köln/Weimar 2010, ISBN 978-3-205-78583-5.
- Matthias Gallas (1588–1647) – Generalleutnant des Kaisers zur Zeit des Dreißigjährigen Krieges. Eine militärische Biographie. Aschendorff, Münster 2006, ISBN 978-3-402-06576-1.
- Tirol, Karl V. und der Fürstenaufstand von 1552. Kovač, Hamburg 2000, ISBN 3-8300-0246-7.

### Herausgeber
- Vor 400 Jahren. Der Dreißigjährige Krieg (Innsbrucker Historische Studien 32), mit Lothar Höbelt und Erwin A. Schmidl, Univ. Press, Innsbruck 2019, ISBN 978-3-903187-32-0
- Die Konstruktion des Kannibalen zwischen Fiktion und Realität (= Philippika – Altertumswissenschaftliche Abhandlungen 111), mit Sebastian Fink und Friedrich Pöhl, Harrassowitz Verlag Wiesbaden 2017, ISBN 978-3-447-10809-6.
- Hermann Hallwich (1838–1913). Historiker und Sammler, Funktionär und Politiker. mit Jan Kilian und Milan Svoboda, Univ. Press, Innsbruck 2014, ISBN 978-3-902936-49-3.
- Migration und Reisen – Mobilität in der Neuzeit. StudienVerl., Innsbruck/Wien/Bozen 2012, ISBN 978-3-7065-5111-3.
- Politik, Konflikt, Gewalt. StudienVerl., Innsbruck/Wien/Bozen 2010, ISBN 978-3-7065-4396-5.
- Kaiser und Kurfürst – Aspekte des Fürstenaufstandes 1552. Aschendorff, Münster 2010, ISBN 978-3-402-13991-2.